# Motocross Madness
Motocross Madness – komputerowy symulator wyczynowej jazdy motocyklem, wydany 15 stycznia 1999 roku. 
Posiadała kilka trybów gry:
- Stunt cross – gracz musi wykonywać triki aby zdobywać punkty. Większa dłuższa i efektywniejsza kombinacja skutkuje większą liczbą punktów.
- National race – gracz ściga się z innymi przeciwnikami na torze wyścigowym przystosowanym do Motocrossu.
- Baja – gracz musi wjeżdżać w bramki i kierować się do innych. Strzałka nad głową pokazuje kierunek bramki. Zadanie utrudniają przeciwnicy, którzy mogą przepchnąć motocykl gracza tak, że nie zmieści się on w bramce albo uderzy w słupki bramki, co skutkuje upadkiem.
- Supercross – wyścigi po torach na specjalnych stadionach, z utrudniającymi jazdę muldami, progami i dołkami.

Gra posiada również tryb gry w sieci.
W każdym z trybów gracz mógł praktykować, ścigać się dla zabawy i organizować wirtualne mistrzostwa.

## Druga odsłona: Motocross Madness 2
Została wydana 25 maja 2000 roku. Miała lepszą grafikę od poprzedniczki, więcej motocykli i więcej opcji tuningowania. 
Tryby były takie same jak w poprzedniej wersji, ale miały nieco zmienione zasady. Algorytm odpowiedzialny za sztuczną inteligencję został napisany całkowicie od nowa.

## Szczegóły
- Wydawca: Microsoft
- Wymagania: Intel Pentium II MMX 166 MHz, 16 MB RAM
- Karta grafiki z co najmniej 2 MB pamięci i akceleratorem 3D
- Karta dźwiękowa zgodna z DirectX 3.0a
- DirectX 3.0a
- System operacyjny: Windows 95, 98 (NT 4.0 nie jest wspierany ze względu na brak obsługi DirectX)

Gra w sieci wymaga co najmniej łącza internetowego 56 Kbit/s